# Aplos d.o.o.
Aplos d.o.o. hrvatska je informatička tvrtka. Pokretač je stranice Nabava.net za usporedbu cijena u hrvatskim internetskim trgovinama, aplikacije eNotar za Hrvatsku javnobilježničku komoru[nedostaje izvor] te proizvođač programske podrške za Zakon.hr.

## Povijest
Tvrtku su 2001. godine osnovali Šime Essert i Josip Maslać pokretanjem platforme Nabava.net kao studentskog projekta za usporedbu online ponuda. Komercijalne aktivnosti započele su 2003. izdavanjem prvog računa, a Aplos d.o.o. službeno je registriran 2009. godine. Prvi stalni zaposlenik pridružio se 2011. godine,[nedostaje izvor] a 2012. otvorena je srbijanska lokalna inačica Nabave, Pametno.rs. Godine 2014. uveden je model oglašavanja temeljen na plaćanju po kliku,[nedostaje izvor] dok je 2016. platforma redizajnirana i lansirana je mobilna aplikacija.
Tvrtka je 2015. godine prvi puta imala neto dobit od preko milijun kuna, a iste je godine otvorena slovenska inačica stranice, Pametno.si.

## Vanjske poveznice
- Službena stranica tvrtke Aplos d.o.o.
- Nabava.net